# Those were the days (single van The Cats)
Those were the days is een single van The Cats uit 2006. Het is de laatste single die de band heeft uitgebracht (stand 2014).
De single kwam uit in juni 2006 en volgde op de single The best years of my life die in maart van dat jaar was uitgekomen. Beide singles staan op het album Those were the days en zijn het enige nieuwe werk op de cd, die na meer dan tien jaar na de laatste actieve periode van The Cats werd uitgebracht. In 2006 bestonden The Cats weer uit alle oorspronkelijke leden, op Theo Klouwer na die in 2001 is overleden.
Het nummer werd geschreven door John Ewbank. Het tweede nummer op de cd-single is het nummer Chill out cats, dat een medley is van verschillende eerdere nummers van The Cats.